# Viking (foguete)

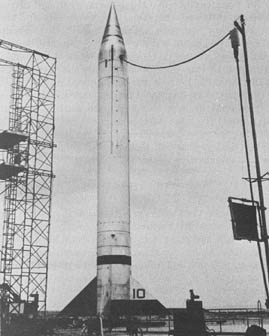
O foguete Viking #10 (RTV-N-12a).

Viking foi a designação de uma série de foguetes de sondagem projetados e construídos pela Glenn L. Martin Company (hoje em dia Lockheed-Martin) sob a direção do Naval Research Laboratory (NRL) da Marinha dos Estados Unidos. Doze foguetes Viking foram lançados entre 1949 e 1955.

## Origens

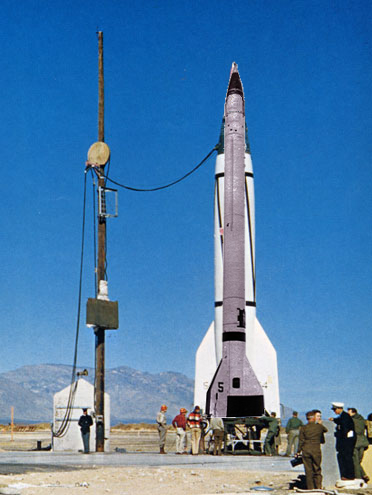
Um foguete Viking (RTV-N-12)
sobreposto ao V-2.

Depois da Segunda Guerra Mundial, os Estados Unidos efetuaram experimentos com foguetes V-2 capturados dos alemães (usaram o V-2 como foguetes de sondagem) como parte do projeto Hermes. Baseado nesses experimentos, os Estados Unidos decidiu em 1946 desenvolver um projeto próprio de foguete grande movido a combustível líquido, inicialmente chamado de Neptune mas devido ao avião de mesmo nome, foi logo alterado para Viking. As intenções com esse foguete eram várias: criar uma capacitação em foguetes nativa nos Estados Unidos; dar continuidade ao projeto Hermes depois que o estoque de V-2 se esgotassem e disponibilizar um veículo mais adequado para pesquisas científicas. A Marinha em especial, precisava de um veículo para estudar a atmosfera e aprender como prever o mau tempo que podia afetar o deslocamento da frota.
A V-2 "rolava" no ar rarefeito das grandes altitudes. Tendo sido projetada como uma arma, a V-2 carregava uma carga útil relativamente grande, cerca de uma tonelada de explosivos. Isso era mais do que o considerado necessário para uma carga de instrumentos científicos em um foguete de pesquisa em grande altitude, mas no caso das V-2 usadas para pesquisa, a maior parte da carga era lastro de chumbo, necessário para estabilizar o voo, limitando o potencial de velocidade e altitude que podia ser alcançado com cargas úteis menores, mais adequadas as investigações científicas da época.
O Naval Research Laboratory (NRL), parcialmente influenciado pela American Rocket Society (ARS), decidiu pela construção de um foguete de sondagem avançado. Milton Rosen, líder do projeto Viking, rendeu agradecimentos a: Robert Goddard, ao pessoal da ARS, do California Institute of Technology e da V-2 devido à "profunda influência" no projeto do foguete Viking.
O Viking era o maior e mais avançado foguete movido a combustível líquido sendo desenvolvido nos Estados Unidos naquela época, continha motor direcionado por cardan e tanque de combustível integrado com fuselagem.

## Desenvolvimento

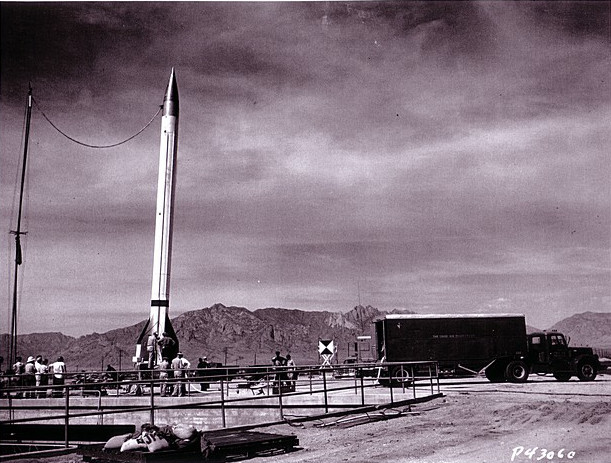
O foguete Viking #7.

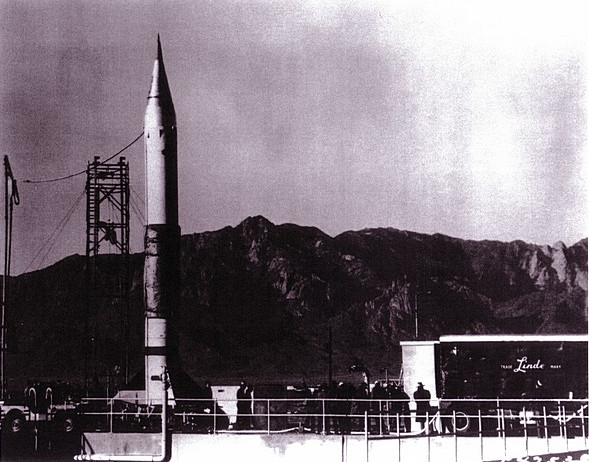
O foguete Viking #9.

Em 1946, o Naval Research Laboratory (NRL) fez planos para desenvolver um novo e grande foguete de pesquisa em grande altitude, para substituir as V-2 capturadas e o RTV-N-8 Aerobee, que ainda estava em desenvolvimento e era muito menor que a V-2. O principal contratante para o projeto e desenvolvimento do RTV-N-12 Viking foi a Martin Company, enquanto a construção do motor (o XLR10) foi subcontratada à Reaction Motors. Devido as inovações implementadas, vários problemas surgiram durante o desenvolvimento tanto do foguete quanto do motor, o que postergou o primeiro lançamento, que só ocorreu em Maio de 1949. Um total de sete Vikings do modelo original (RTV-N-12) foram construídos e lançados, sendo três deles bem sucedidos. A maior altitude (219 km) foi atingida pelo Viking #7 em 7 de Agosto de 1951, quebrando o recorde para foguetes mono estágio até então da V-2. A carga útil carregada pelo RTV-N-12 era um pacote contendo instrumentos para: medição de temperatura, densidade e composição da atmosfera superior, medição de radiação cósmica e solar, além de experimentos ionosféricos.
Os foguetes Viking, à partir do #8 em diante foram de um projeto significativamente revisado e formalmente designado como RTV-N-12a. Externamente, o RTV-N-12a era um pouco menor  que o anterior, porém com um diâmetro bem maior, e usava aletas triangulares. Essa nova configuração, permitia carregar mais combustível sem aumentar o peso do foguete vazio. Uma outra nova característica eram pequenos jatos para controlar a atitude do foguete fora da atmosfera quando o motor principal fosse desligado. O primeiro RTV-N-12a, Dos cinco lançamentos desse modelo revisado, quatro obtiveram sucesso, além dos Viking #13 e #14, estes já como parte do projeto Vanguard. A maior altitude atingida por um foguete Viking foi a do #11 em 24 de Maio de 1954 com 254 km. No último voo, o foguete foi virado em 180° no apogeu e a ogiva cônica separada, para obter dados de reentrada atmosférica para futuras ogivas de mísseis. O programa RTV-N-12a foi encerrado depois do voo do Viking #12 em Fevereiro de 1955. As bem testadas variantes RTV-N-10/RV-N-13 do foguete Aerobee e vários foguetes de sondagem baratos movidos a combustível sólido, tornaram o Viking muito custoso como ferramenta de pesquisa de grande altitude. No entanto, os dois Vikings restantes (#13/14) foram usados como veículos de teste no desenvolvimento do veículo de lançamento  Vanguard.

## Características técnicas

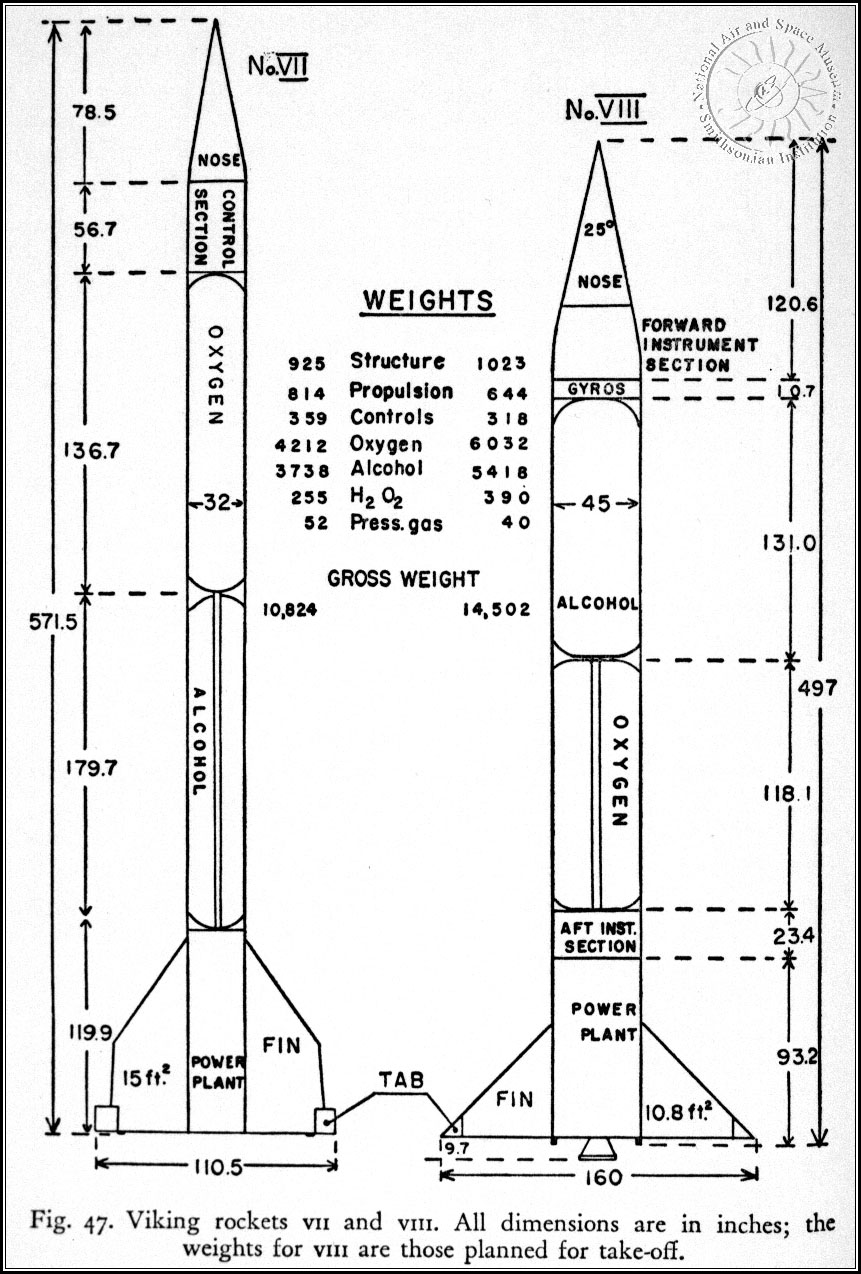
Esquema dos dois modelos
do foguete Viking.

O Viking pode ser considerado em muitos aspectos como uma V-2 melhorada. Ambos eram foguetes guiados por giroscópios ativos, abastecidos com os mesmos propelentes (etanol e LOX), uma carga de peróxido de hidrogênio era convertida em vapor para acionar um sistema de turbinas que injetava os propelentes num único grande motor. O motor XLR10 era o maior motor de foguete movido a combustível líquido desenvolvido nos Estados Unidos até aquela época.
Além dessas características em comum, muitas outras eram inovadoras em relação à tecnologia de foguetes. A principal delas foi o uso de uma câmara de combustão montada sobre uma suspensão de eixos cardan, podendo ser movida de um lado para outro em dois eixos (pitch e yaw), dispensando as ineficientes e frágeis aletas de grafite usadas na V-2. Essa suspensão era controlada por um sistema de navegação inercial. Esse tipo de sistema foi inventado por Robert Goddard que obteve sucesso parcial nos seus testes até que o advento da Segunda Grande Guerra interrompeu suas pesquisas. O controle no terceiro eixo (roll) era obtido com o uso da exaustão da turbobomba para acionar os jatos de RCS localizados nas aletas. Jatos de gás comprimido estabilizavam o veículo depois que o motor principal era desligado. Dispositivos semelhantes são usados hoje na maioria dos foguetes e veículos espaciais. Outra melhoria importante foi que os tanques de combustível foram construídos como parte integrante da fuselagem, diminuindo bastante o peso total do foguete. A estrutura foi também quase que totalmente feita em alumínio, ao invés do aço usado na V-2, o que diminuía ainda mais o peso.
Os Vikings de 1 a 7 (RTV-N-12), eram cerca de 80 cm mais compridos que a V-2, porém muito mais estritos, cerca de metade do diâmetro da V-2 tornando-o um foguete muito esguio. Eles usavam aletas relativamente grandes e similares em desenho às da V-2.
Os Vikings de 8 em diante (RTV-N-12a), foram construídos com uma fuselagem de diâmetro maior, porém ainda menor que o da V-2. Essa versão ficou mais curta, cerca de 1 m menor que a V-2, abandonando a aparência esguia. As aletas firam muito menores e no formato triangular. Essas alterações aumentaram o peso e a capacidade de combustível mas a relação de massa abastecido e vazio melhorou para cerca de 5:1, um recorde para a época.
| Os dois modelos do foguete Viking |                |                 |
|                                   | RTV-N-12       | RTV-N-12a       |
| Comprimento                       | 14,81 m        | 12,83 m         |
| Envergadura das Aletas            | 2,79 m         | 4,06 m          |
| Diâmetro                          | 81 cm          | 1,14 m          |
| Massa                             | 4.860 kg       | 6.800 kg        |
| Velocidade                        | 6.440 km/h     | 6.920 km/h      |
| Apogeu                            | 219 km         | 254 km          |
| Carga útil                        | 200 - 300 kg   | 250 - 450 kg    |
| Propulsão XLR10-RM-2              | 93 kN por 70 s | 93 kN por 103 s |

## Histórico de voos
Todos os voos exceto o do Viking #4 partiram de White Sands, no Novo México.
| modelo RTV-N-12  |            |                         |           |        | |
| Foto             | Designação | Data                    | Resultado | Apogeu | Resumo da missão |
|                  | Viking #1  | 03 de maio de 1949      | Falha     | 80 km  | Veio depois de um extenso período de testes estáticos. Atingiu apenas 80 km de altitude devido a um corte prematuro na alimentação do motor devido a um vazamento do vapor que deveria injetar os propelentes sob pressão na câmara de combustão.                                |
|                  | Viking #2  | 06 de setembro de 1949  | Falha     | 51 km  | Também sofreu de um corte prematuro do motor devido ao mesmo problema do anterior; ele atingiu apenas 51 km de altitude. Os motores subsequentes sofreram uma revisão no processo de montagem, passando a soldar o corpo da turbina ao invés de soldá-lo, eliminando o problema. |
|                  | Viking #3  | 09 de fevereiro de 1950 | Falha     | 80 km  | Sofreu de instabilidade num sistema de controle de atitude redesenhado, e precisou ter a alimentação do motor cortada por um comando de terra quando ele ameaçou ultrapassar os limites do campo de teste. A altitude atingida foi novamente pequena, apenas 80 km.              |
|                  | Viking #4  | 11 de maio de 1950      | Sucesso   | 169 km | Lançado a partir do convés do USS Norton Sound próximo à linha do equador, atingiu a altitude de 169 km, praticamente a máxima possível com a carga útil utilizada, num voo quase perfeito. O sistema de controle de atitude adotado foi o mesmo utilizado nos Vikings #1 e #2.  |
|                  | Viking #5  | 21 de novembro de 1950  | Sucesso   | 174 km | Atingiu 174 km de altitude. O empuxo desenvolvido pelo motor foi 5% abaixo do esperado, caso contrário, a altitude atingida seria um pouco maior. |
|                  | Viking #6  | 11 de dezembro de 1950  | Falha     | 64 km  | Sofreu uma falha catastrófica nas aletas de estabilização durante o voo, com o consequente aumento do arrasto aerodinâmico e a perda do controle de atitude. Mais uma vez, a altitude atingida ficou limitada a 64 km.                                                           |
|                  | Viking #7  | 07 de agosto de 1951    | Sucesso   | 219 km | Atingiu 219 km de altitude, batendo o recorde anterior de um foguete mono estágio registrado pela V-2. Este foi o mais alto e também o último voo do desenho original do foguete Viking.                                                                                         |
| modelo RTV-N-12a |            |                         |           |        | |
| Foto             | Designação | Data                    | Resultado | Apogeu | Resumo da missão |
|                  | Viking #8  | 06 de junho de 1952     | Falha     | N/A    | Foi o primeiro foguete do novo modelo com a fuselagem melhorada, ele foi perdido quando num teste que deveria ser estático, ele se soltou inadvertidamente e voou 6,4 km antes de ser desligado por um comando em terra.                                                         |
|                  | Viking #9  | 15 de dezembro de 1952  | Sucesso   | 219 km | Atingiu 219 km de altitude, tornando-se o primeiro voo bem sucedido do novo modelo do Viking. |
|                  | Viking #10 | 07 de maio de 1954      | Sucesso   | 219 km | O motor explodiu na primeira tentativa em 30 de junho de 1953. Ele foi reconstruído e voou com sucesso em 7 de maio de 1954, atingindo 219 km de altitude. |
|                  | Viking #11 | 24 de maio de 1954      | Sucesso   | 254 km | Atingiu 254 km de altitude, um novo recorde para um foguete mono estágio ocidental até aquela época. Foram cumpridas as missões de fotografar a Terra e testar uma ogiva de reentrada.                                                                                           |
|                  | Viking #12 | 04 de fevereiro de 1955 | Sucesso   | 230 km | Atingiu 230 km de altitude, e assim como seu antecessor, cumpriu as missões de fotografar a Terra e testar uma ogiva de reentrada, e além dessas efetuou pesquisas atmosféricas.                                                                                                 |

## Legado

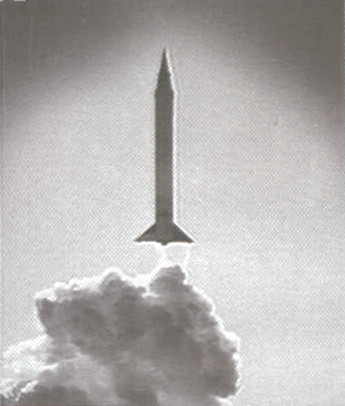
O último foguete Viking, o #12 alça voo.

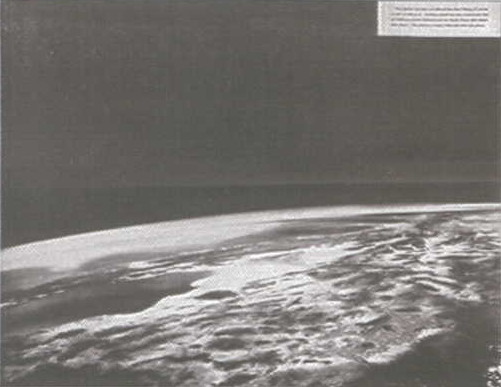
Fotografia da Terra obtida pelo Viking #12.

Enquanto a motivação por trás do projeto Viking era claramente ligada à defesa nacional, afinal de contas era um programa da Marinha dos Estados Unidos, na prática, ele acabou estabelecendo marcos importantes no início da exploração espacial, tanto no âmbito tecnológico quanto no científico.
Viagens espaciais, e exploração espacial pacíficas eram importantes objetivos que motivavam muitos dos investigadores de alto nível, mesmo aqueles oriundos do programa alemão da V-2, fundamentado em interesses e objetivos militares da artilharia alemã. O Viking, foi provavelmente, o mais ambicioso programa de sua época, com objetivos específicos essencialmente científicos, acompanhados de um desejo de explorar e avançar na tecnologia de foguetes para objetivos pacíficos, tais como: satélites artificiais da Terra.
Avanços tecnológicos alcançados com o foguete Viking incluíram os seguintes
- Uma fuselagem quase que completamente feita em alumínio, com uma relação de massa (entre o peso abastecido e o peso vazio) de cerca de 5:1 nos modelos finais do Viking. Um grande avanço em relação a V-2 que era feita em sua maior parte de aço. Os recordes de altitude alcançados pelo Viking para um foguete mono estágio, foram em grande parte resultado dessa estrutura muito leve.
- O vetor de empuxo (câmara de combustão do motor) controlado por uma suspensão de eixos cardã, no lugar das aletas de grafite usadas no foguete V-2 e no míssil Redstone do Exército. Esse método de controle de atitude passou a ser padrão desde então, tanto por questão de confiabilidade quanto de eficiência.
- Controle da orientação do veículo através de pequenos jatos depois do desligamento do motor principal, permitindo a orientação programada de instrumentos científicos.
- Uso extensivo de radio telemetria tanto para dados de engenharia quanto para dados científicos, o que diminuiu de forma considerado o número de voos de teste necessários antes que dados úteis fossem obtidos.

Avanços científicos e primazias até aquele período, foram
- A medição de densidade atmosférica mais alta, obtida pelo Viking #7.
- A medição de ventos atmosféricos mais alta, obtida pelo Viking #7.
- A primeira medição da composição de íons positivos em grande altitude, obtida pelo Viking #10.
- As mais altas exposições de emulsões para medição de raios cósmicos, obtidas pelos Vikings #9, #10, e #11.
- A fotografia da Terra mais alta até então, obtida pelo Viking #11.

Através dos voos do Viking, o NRL foi o primeiro instituto a medir: temperatura, pressão, ventos na atmosfera superior e a densidade de elétrons na ionosfera, e a registrar o espectro ultra violeta do Sol.

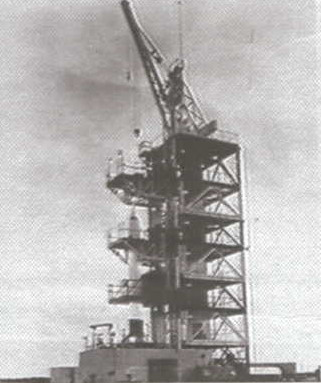
O Viking #14 sendo preparado na novíssima plataforma de lançamento em Cabo Canaveral, palco do Projeto Vanguard.

## O Viking no Vanguard

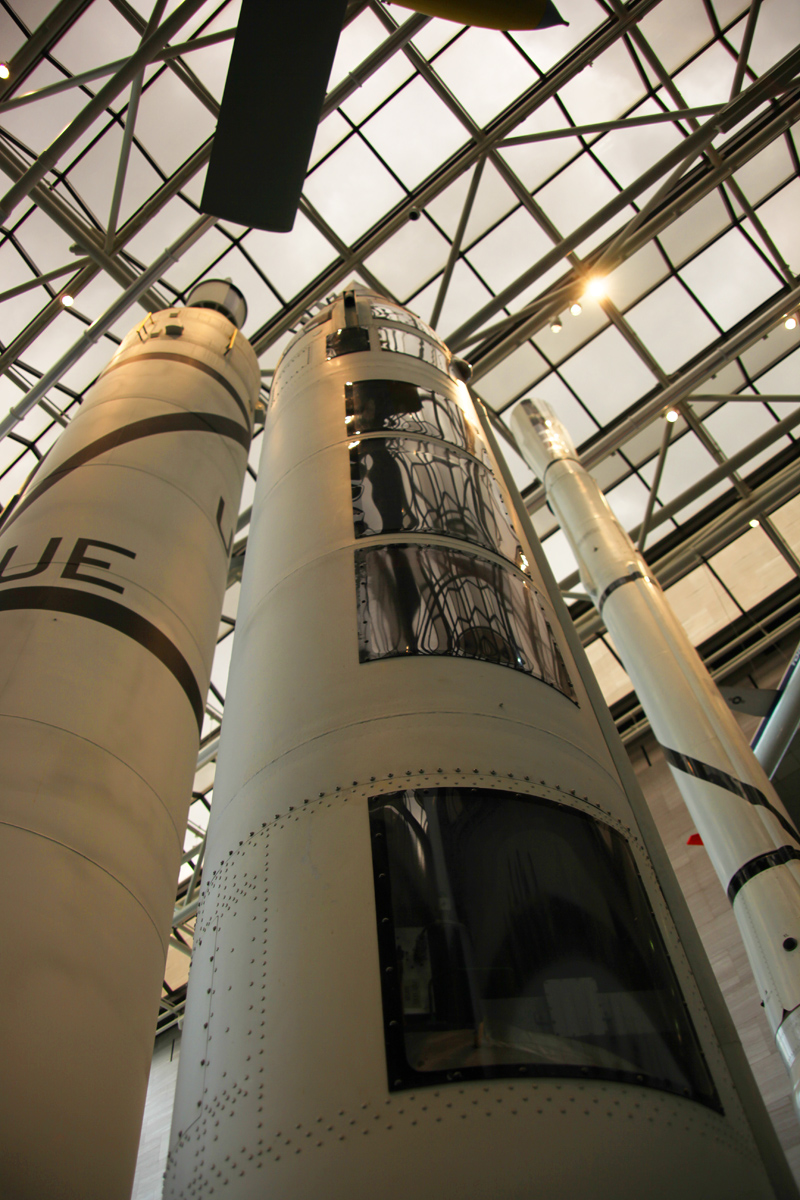
Olhando para cima para a Viking 12

O sucesso obtido pelo NRL nessa série de experimentos, levou os seus cientistas a acreditarem que: com um motor mais potente e a adição de estágios superiores, o foguete Viking poderia se transformar num veículo com capacidade de lançar um satélite. Isso levou o NRL ao projeto de um veículo de três estágios, o foguete Vanguard, que lançou o segundo satélite dos Estados Unidos.
Dois foguetes Viking fabricados e identificados como Viking #13 e Viking #14, foram utilizados em testes suborbitais do Projeto Vanguard antes que a versão definitiva do veículo ficasse disponível. Ambos foram lançados de Cabo Canaveral, em 1956 e 1957, e como tal foram designados TV0 e TV1 respectivamente.